# Arenella (Napoli)
L'Arenella è un quartiere facente parte della quinta municipalità del comune di Napoli insieme al quartiere Vomero.
Confina, oltre che a sud con il Vomero, a ovest con Soccavo, a nord con Chiaiano e, per poco, anche col quartiere San Carlo all'Arena ed a est confina, infine, coi quartieri Stella e Avvocata.

## Etimologia

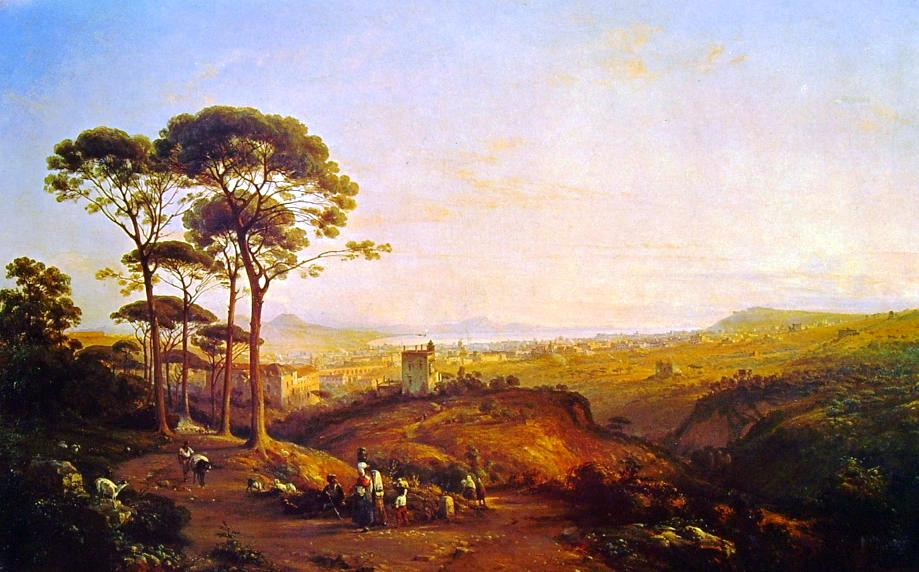
Teodoro Duclère - Napoli dalla Conocchia (veduta dei Colli Aminei e dell'Arenella)

Secondo alcune fonti, l'origine del suo nome è probabilmente da ricollegarsi al fatto che uno dei nuclei antichi di tale zona, piazzetta Arenella, nei pressi della moderna piazza Muzij, si presentava e si presenta come una piccola arena, in cui in passato si svolgevano gli incontri, i mercati e le manifestazioni civili e religiose più importanti.
Secondo il canonico Carlo Celano la denominazione (in comune con quella di Arenaccia), è dovuta ai detriti arenosi provenienti dalla collina dei Camaldoli trasportati dall'acqua piovana.
In particolare prima del XX secolo nella zona collinare della città, costituita allora per lo più da zone agricole, non si denominavano mai o quasi gli spiazzi presenti sul territorio col termine di piazza o piazzetta, bensì col nome di "largo" (come ad esempio largo Antignano, tuttora esistente) o di "arena", le cui deformazioni quartierali sono appunto quelle di Arenella e Arenaccia.

## Storia
Il luogo, essendo isolato e molto scosceso, rimase, fino al '900, privo d'insediamenti di rilievo. Erano presenti, oltre a poche solitarie ville nobiliari (sorte dal '600 in poi ad opera di notabili napoletani, come dimore di villeggiatura), esclusivamente due nuclei abitativi rurali: il villaggio Arenella e le Due Porte. Le vie d'accesso erano sentieri in aspra salita, percorsi perlopiù a dorso d'asino.
L'urbanizzazione del nuovo rione Arenella era già nei piani del Risanamento del 1886, ma la società Risanamento, per carenza di fondi, iniziò ad eseguire i lavori necessari solo nel 1926; con l'intenzione, peraltro, di destinare a giardini, vie e piazze più della metà del territorio da urbanizzare. Il nucleo della nuova sistemazione fu la struttura a raggiera di piazza Medaglie d'Oro. Prima della seconda guerra mondiale fu dunque realizzata l'ossatura dell'impianto viario, ma ben poche costruzioni abitative. Nel corso degli anni venti, inoltre, la salubrità dei luoghi spinse gli urbanisti a indicare la parte più alta dell'Arenella come sede più adatta per un grande complesso ospedaliero.
Il nuovo rione Arenella iniziò gradualmente a rimodernarsi dal 1930, attraverso le costruzioni di nuove strade e palazzi, mentre il Vomero si avviava a diventare un quartiere residenziale signorile, espandendosi verso Posillipo e i Camaldoli. Configurandosi invece successivamente come un quartiere medio-borghese, incluse al suo interno il rione, non senza scempi edilizi.
La crescita costruttiva del quartiere si arrestò durante gli anni quaranta. Precedentemente la zona, oggetto assieme al resto della quinta municipalità di un'urbanizzazione dalla bassa intensità caratterizzata dalla costruzione di un piccolo numero di palazzi sulle nuove strade, opere risalenti al regime fascista, rimase sostanzialmente invariata.
La zona è stata massicciamente urbanizzata a partire dalla seconda metà del Novecento, conseguentemente alla saturazione edilizia del vicino quartiere del Vomero.

## Monumenti e luoghi d'interesse

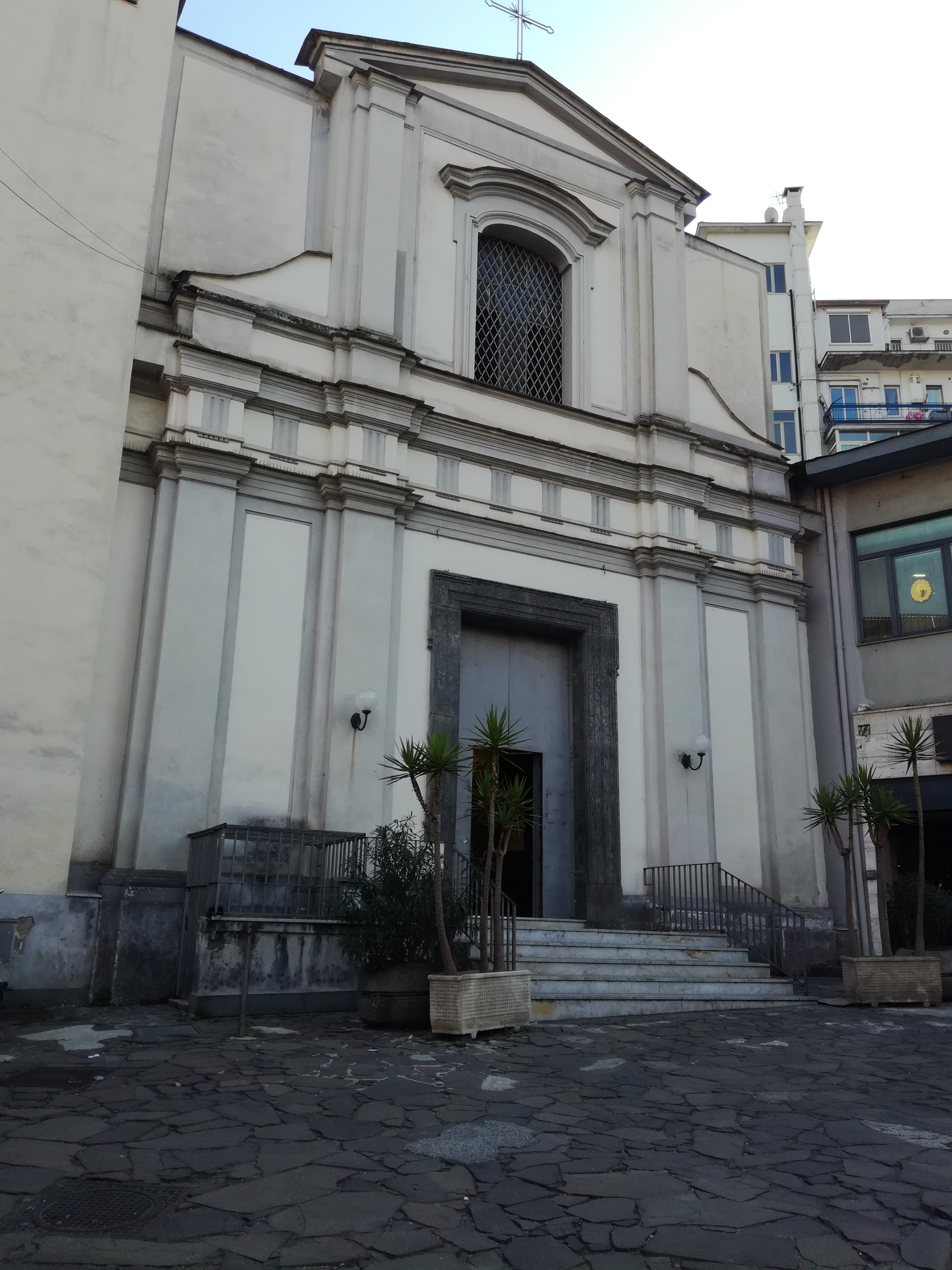
La chiesa dell'Arciconfraternita del Soccorso all'Arenella

Nei pressi della piazzetta Arenella, nel piccolo agglomerato di case attorno alla chiesa di Santa Maria del Soccorso all'Arenella (1607), era situata la casa natale del grande pittore Salvator Rosa, una vecchia masseria rurale sulla cui parete il 20 ottobre 1876 fu apposta una lapide commemorativa; ma nel 1938 l'edificio fu distrutto, insieme ad altre vecchie case contigue, per ottemperare al piano di ampliamento del rione Arenella e costruire nuovi palazzi. Nel febbraio del 1933 fu posto nella piazza un monumento in bronzo all'artista, su modello di una statua di Achille D'Orsi del 1871. Oggi è collocato al centro di piazza Francesco Muzii, nelle immediate vicinanze di piazzetta Arenella, essendo stato spostato da quest'ultima nel 1963 quando vi fu sistemata l'immagine della Madonna Immacolata.
Altri importanti edifici di culto sono la parrocchia Beata Vergine Immacolata a piazza dell'Immacolata, la chiesa di Sant'Anna all'Arenella (1900), la Chiesa di Santa Maria della Provvidenza (1794) e la chiesa dell'Arciconfraternita di Santa Maria del Soccorso (1704), costruite prima del boom edilizio della seconda metà del XX secolo. In questo periodo infatti si aggiunsero il complesso parrocchiale di Santa Maria della Rotonda e la nuova Cappella Cangiani.
Nel quartiere è anche presente una delle due statue dedicata a Totò, inaugurata il 17 aprile 1999, presso via Sigmund Freud, nella zona Rione Alto.
Nel territorio dell'Arenella vi sono la zona ospedaliera (comprendente il Policlinico Universitario e le facoltà di Medicina, Farmacia e Biotecnologie dell'Università Federico II e gli ospedali Antonio Cardarelli, Pascale, Cotugno e Monaldi), centri ricerca del CNR, del Tigem ed il parco urbano dei Camaldoli.

## Trasporti e viabilità
|  | Nel quartiere sono presenti tre uscite della Tangenziale di Napoli (Arenella, Zona Ospedaliera e Camaldoli, rispettivamente uscita n. 6, 7 e 8). Inoltre, uno dei tre svincoli (via Pigna) dell'uscita n. 9 (Vomero) è anch'esso in realtà nel quartiere Arenella, così come anche l'ingresso del raccordo che, aperto negli anni novanta, permette al traffico veicolare di arrivare direttamente a Soccavo e a Pianura evitando di percorrere via Epomeo (strada spesso trafficata e vitale arteria di collegamento). |
|  | Il quartiere è servito dalle stazioni Medaglie d'Oro, Montedonzelli (via Francesco dell'Erba, via Pietro Castellino, via San Giacomo dei Capri), Rione Alto (situata nell'omonimo rione) e Policlinico della linea 1 della metropolitana di Napoli. |
|  | Gli assi viari principali sono: via Sergio Pansini, via Sant'Ignazio di Loyola, via Domenico Fontana, via San Giacomo dei Capri e via Pietro Castellino, via Pigna e via Gabriele Jannelli, Piazza degli Artisti |
|  | Sono presenti i normali bus di linea sia urbani che extraurbani. |